# ARN que interage com piwi
O RNA que interage com Piwi, abreviado como RNA que interage com piwi, é o tipo mais longo de pequenas moléculas não codificantes de RNA que são expressas em células animais e são consideradas uma classe de RNA interferente. os piRNAs formam complexos RNA-proteína com as chamadas proteínas piwi, o que lhes dá o nome. Estes complexos de piRNA têm sido associados ao silenciamento de genes epigenéticos e pós-transcricionais retrotransposon e outros elementos genéticos em células linha germinativa, particularmente células da espermatogénese. Diferem de microRNA (miRNA) em tamanho (26–31 nucleótidos em vez de 21–24), ausência de sequências conservadas e maior complexidade.< ref nome=Hedge/>

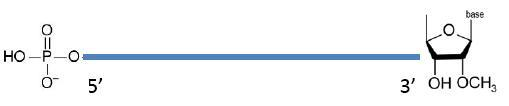
Estrutura proposta de Piwi

Ainda não é claro como são gerados os piRNAs, mas foram sugeridos vários modos possíveis, e é certo que o caminho da sua biogénese é diferente do dos microRNAs e dos siRNAs, enquanto que os rasiRNAs são considerados uma subespécie de piRNAs .

## Características
Os piRNAs foram detetados em vertebrados e invertebrados, e embora a biogénese e os modos de ação variem ligeiramente entre espécies, uma série de características são conservadas. Os piRNAs não têm um motivo estrutura secundária claro, o comprimento de um piRNA é, por definição, entre 26 e 31 nucleótidos, e a tendência para ter UMP na extremidade 5’ é comum tanto para vertebrados como para invertebrados piRNAs. Os PiRNAs de Caenorhabditis elegans têm um monofosfato na extremidade 5' e uma modificação na extremidade 3' que bloqueia o oxigénio nas posições 2' e 3', e que foi também confirmado em Drosophila melanogaster, peixe-zebra, rato e ratazana. Esta modificação na extremidade 3' é uma 2'-O-metilação; a razão pela qual esta modificação existe não é clara, mas foi sugerido que aumenta a estabilidade do piRNA.
Pensa-se que existem centenas de milhares de moléculas de piRNA diferentes entre mamíferos. Das, PP, et al., Piwi e piRNAs atuam a montante de uma via endógena de siRNA para suprimir a mobilidade do transposão Tc3 na linhagem germinativa de Caenorhabditis elegans. Célula Molecular, 2008. 31(1): p. 79-90.</ref> Até ao momento, foram descobertas cerca de 50.000 sequências distintas de piRNA em ratinhos e mais de 13.000 em D. melanogáster.